# Lecții de armonie
Lecții de armonie (în kazahă Асланның сабақтары, Aslannyń sabaqtary; în rusă Уроки гармонии, Uroki garmonii) este un film dramatic kazaho-german din 2013 regizat de Emir Baigazin (debut regizoral). Filmul a avut premiera în competiție la cea de-a 63-a ediție a Festivalului Internațional de Film de la Berlin unde Aziz Zhambakiyev a fost premiat cu un Urs de Argint pentru contribuția sa artistică deosebită. În rolurile principale au jucat actorii Timur Aidarbekov ca Aslan și Aslan Anarbayev ca Bolat.
Filmul a fost finanțat de Fondul Mondial pentru Cinema (World Cinema Fund) al Fundației Federale Culturale Germane (Kulturstiftung des Bundes).
Recenziile filmului au fost în mare parte pozitive. Pe lângă problemele sociale și performanța tinerilor actori, estetica și producția filmului au fost foarte mult lăudate.

## Prezentare
Acțiunea filmului are loc într-un sat mic din Kazahstan. Aici, Aslan, un băiat de treisprezece ani, locuiește cu bunica sa și este un elev sârguincios, dar agresat de un băiat mai în vârstă Bolat și de gașca sa de criminali și prizonieri adulți. Povestea urmărește umilințele pe care le suferă Aslan și răzbunarea sa lentă.
Aslan a fost umilit la școală, în fața întregii clase atunci când a fost supus unui examen fizic. Acest incident a fost un impuls pentru dezvoltarea tulburării sale de personalitate. Dorința sa maniacală de control, căutarea eternă a purității și perfecțiunii duce la situații imprevizibile...

## Distribuție
- Timur Aidarbekov ca Aslan[10]
- Aslan Anarbayev ca Bolat[10]
- Mukhtar Andassov ca Mirsain
- Anelya Adilbekova ca Akzhan
- Omar Adilov ca Mad
- Adlet Anarbekov ca Takhir
- Daulet Anarbekov ca Damir
- Nursultan Nurbergenov ca Maksat
- Nurdaulet Orazymbetov ca Daniyar
- Erasyl Nurzhakyp ca Arsen
- Assan Kirkabakov ca Șikan
- Ramazan Sultanbek ca Gani

## Recepție
Filmul a avut recenzii pozitive.
Frédéric Boyer, la Festivalul de Film de la Tribeca, a afirmat că în acest film kazah, simbolismul și cinematografia izbitoare ne ajută să navigăm prin peisajul complicat al minții unui adolescent după prăbușirea blocului sovietic. Emir Baigazin a scris, editat și regizat acest fascinant lungmetraj darwinist, care prin imaginile sale ne amintește de Robert Bresson și de cele mai bune părți ale filmului noir japonez.
David Rooney, a scris pentru The Hollywood Reporter că filmul este ciudat și suprarealist, ciudat și frumos și, deși poate este prea lung în actul final, este complet remarcabil.
Ministrul Culturii din Republica Kazahstan, Arystanbek Mukhamediuly, a adăugat filmul lui Emir Baigazin pe lista filmelor care „dezonorează Kazahstanul”, ceea ce a provocat numeroase reacții adverse și tulburări în rândul utilizatorilor rețelelor de socializare din Kazahstan.
Cameramanul Aziz Zhambakiyev a câștigat Ursul de Argint pentru o realizare artistică de excepție.